# Russisch Blau
| Russisch Blau                                                | Russisch Blau |
| Russisch-Blau-Kater, 1,5 Jahre alt                           | Russisch-Blau-Kater, 1,5 Jahre alt |
| Standards: FiFe: RUS, WCF: RUS, GCCF:16a, WACC: 44, TICA: RB | Standards: FiFe: RUS, WCF: RUS, GCCF:16a, WACC: 44, TICA: RB |
| ------------------------------------------------------------ | --- |
| Schulterhöhe                                                 | Kater: Ø 30–40 cm Katze: Ø 20–30 cm |
| Gewicht                                                      | Kater: Ø 3,5-6,5 kg Katze: Ø 2,5-4,5 kg |
| erlaubte Fellfarben                                          | Blau, solid (schimmerndes Grau, einfarbig) |
| erlaubte Fellzeichnung                                       | keine (Tabby am Schwanz und am unteren Rücken wird akzeptiert) |
| erlaubte Augenfarben                                         | Grün (lebhaft, smaragdfarben), eher ein dunkleres Grün |
| Fehler                                                       | Alle Muster und Weißflecken, andere Fellfarbe, andere Augenfarbe, Stop im Profil, genetische Defekte aller Art, unbalancierter Körperbau, Disharmonie, aggressives Temperament |
| Ursprungsland                                                | Russland – GUS |
| Offizielle Rassestandards (externe Links)                    | CFA, ACFA, TICA, CCA, ACF, FIFe, GCCF, WCF |
| Notizen                                                      | Die Organisation ACF erkennt auch andere Farben an. |
| Liste der Katzenrassen                                       | |

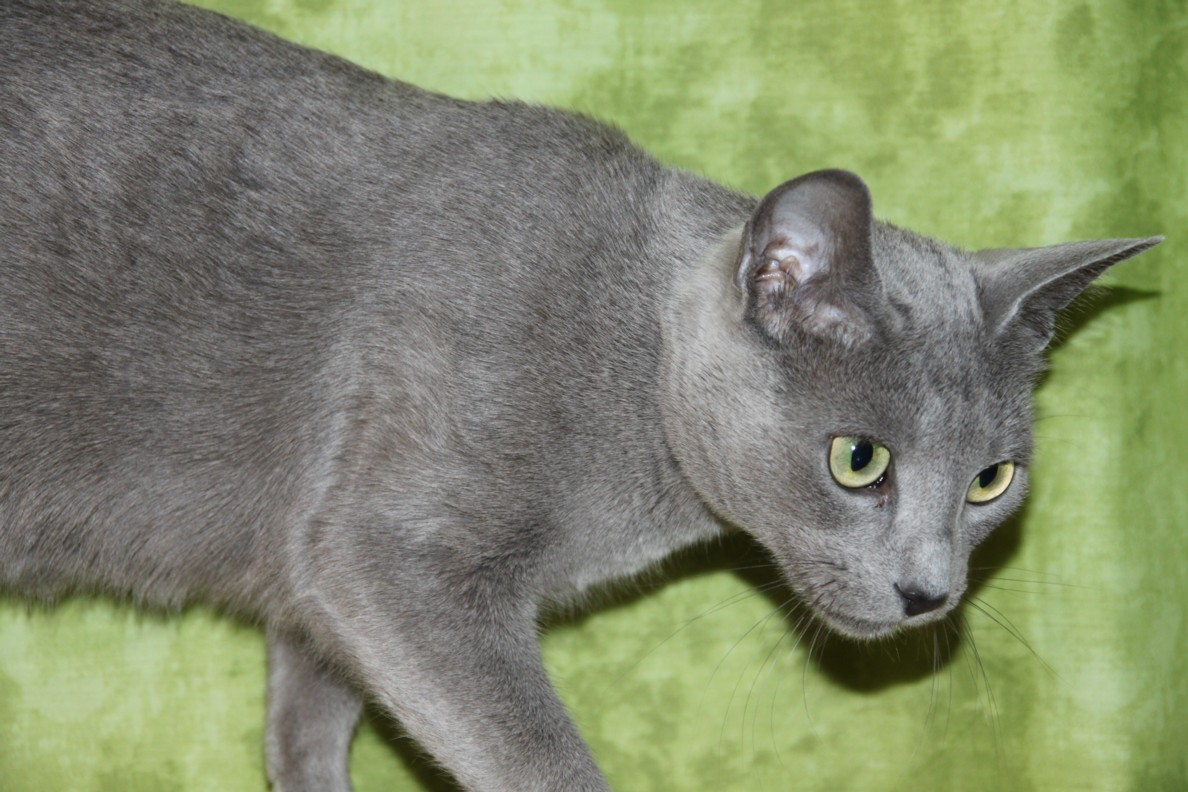
Russisch-Blau-Katze

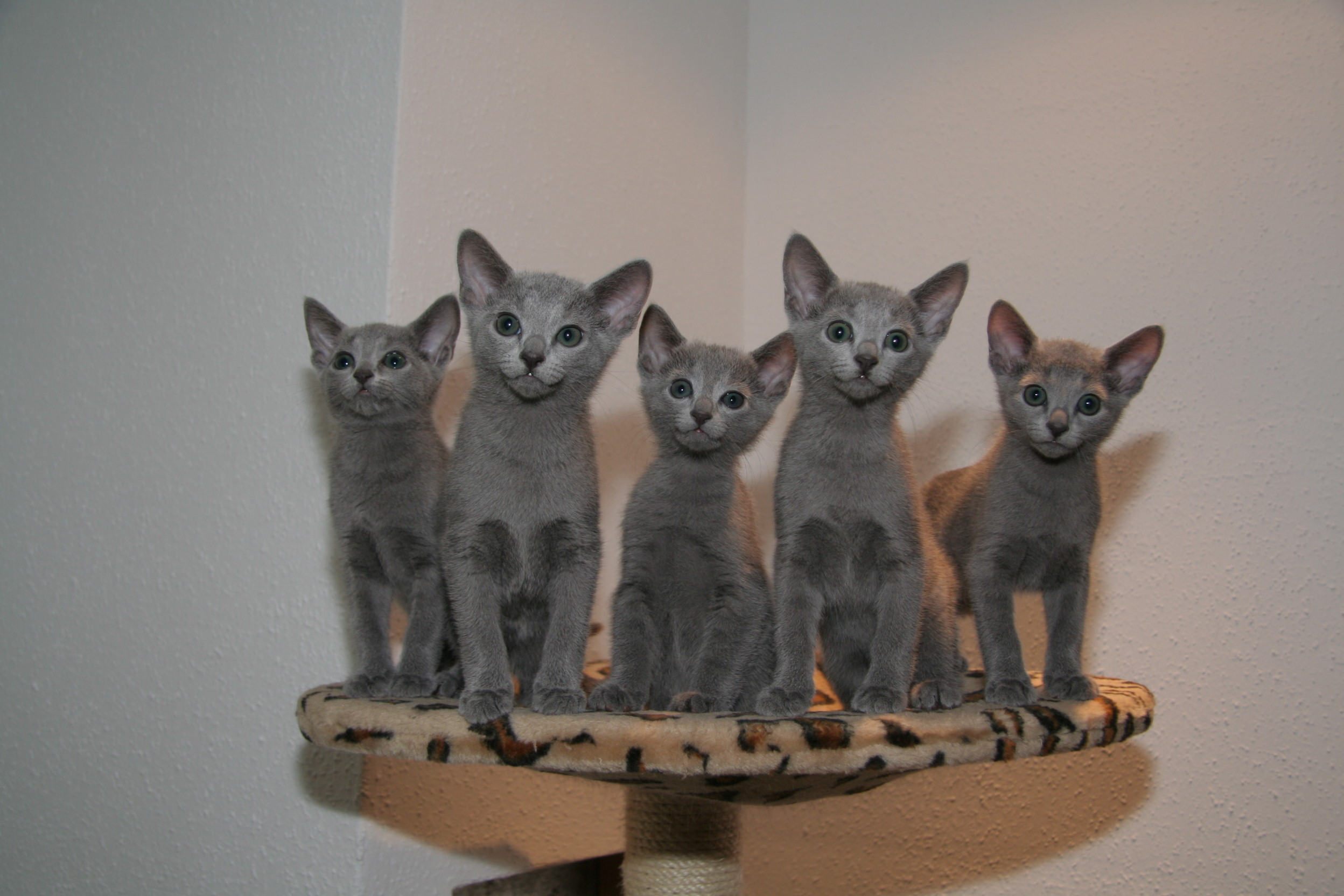
Russisch Blau Katzen 3 Monate alt, gemischt

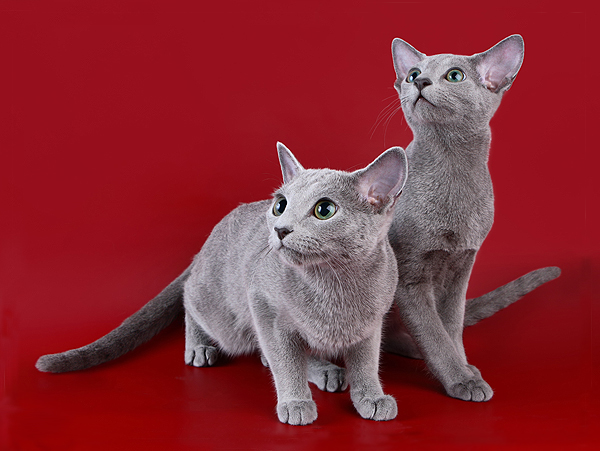
Russisch Blau Europäisch (vorne, weiblich) Amerikanisch (hinten, männlich)

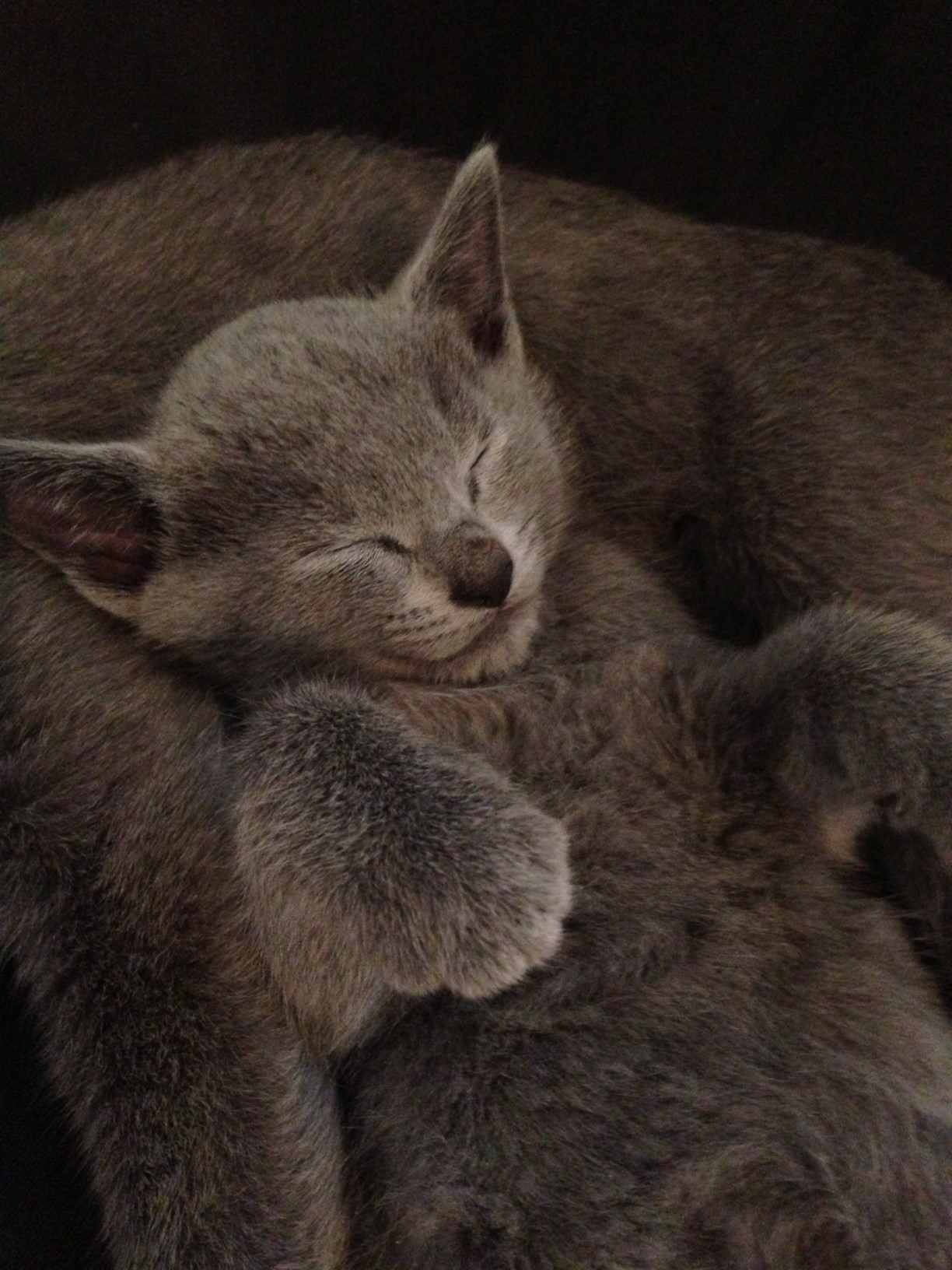
7 Wochen alter Russisch-Blau-Kater, amerikanischer Typ

Als Russisch Blau wird eine Rasse der Hauskatze bezeichnet. Die Russisch Blau trägt ein graublaues, kurzhaariges, sehr dichtes (doppeltes) Fell mit farblosen Haarspitzen, die im Licht einen Silberschimmer erzeugen. Sie ist die einzige Katzenrasse mit dieser Art von Fell. Große, tief smaragdgrüne Augen heben sich deutlich von der Körperfarbe ab. Der Körper ist mittelgroß, mittelschwer, elegant und muskulös. Der Kopf ist klar strukturiert und weder zu lang noch zu kurz. Das Profil (Linie Stirn zu Nasenspitze) muss gerade sein. Diese Katze wirkt in allem ausbalanciert.
Die Russisch Blau ist eine ausgeglichene, verschmuste, ruhige Katze mit starker Bindung zu Menschen. Gegenüber Fremden können sie aber auch sehr ängstlich und misstrauisch sein. Die Russisch-Blau-Katzenrasse ist eine Naturrasse, d. h., sie wurde nicht zu ihrem Aussehen gezüchtet, sondern trat so in der Natur auf.
Es gibt immer weniger Russisch-Blau-Züchter, da die nächsten Zuchtkater/Weibchen zu weit weg sind.

## Herkunft
Russische Quellen kolportieren folgende Herkunft:
Die erste Gruppe von Zuchtexemplaren der späteren Rasse Russisch Blau stammte aus Archangelsk. Im späten 19. Jahrhundert gelangte sie durch ein russisches Handelsschiff nach Großbritannien.
Um 1900 war die Rasse sowohl in England als auch im zaristischen Russland sehr beliebt. Durch Einkreuzen von Siamkatze, Britisch Kurzhaar und Europäisch Kurzhaar konnte die Rasse, welche nach dem Zweiten Weltkrieg fast ausgerottet war, erhalten werden. Durch diese Einkreuzungen wurde das Fell der Rasse kürzer und dichter und die Augenfarbe wurde tief-smaragdgrün. Ab ca. 1937 gibt es die Russisch Blau als eigenständige Rasse; bis dahin wurde sie als Variante der Malteser Blau, Foreign Blue oder Britisch Kurzhaar-Variante geführt.
In den frühen 70er Jahren verpaarte die australische Russisch-Blau-Züchterin Mavis Jones eine weiße Hauskatze mit einer Russisch-Blau-Katze. Das Ziel dieser Verpaarung war, eine neue Farbvariante zur blauen Russisch Blau zu erhalten. In den späten 70er Jahren wurden diese Russisch-Blau-Hybriden von den Katzenzuchtdachorganisationen in Australien als Farbvariante der Russisch Blau anerkannt. Neuzeitlich gibt es vermehrt auch in Europa und Amerika Bemühungen, die Weiß- und Schwarzvarianten anerkennen zu lassen. Alle diese Farbvarianten sind bis heute weltweit von vielen Russisch-Züchtern und bei den meisten Katzenzucht-Dachverbänden nicht anerkannt.

## Aussehen
Als einzige Katzenrasse überhaupt trägt die Russisch Blau ein Doppelfell, das heißt, die Deckhaare sind gleich lang wie die Unterwolle, was bewirkt, dass das Fell abstehend ist. Es ist seidig weich und hat farblose Haarspitzen, was im Fachjargon „Tipping“ heißt. Diese farblosen Haarspitzen brechen das einfallende Licht und lassen das blaue Fell dieser Katze silbern schimmern. Bei hellen Russisch Blau scheint es manchmal so, als wäre die Katze silber-chrom, aber unter den Spitzen muss deutlich sichtbar ein Blau bzw. Grau zu sehen sein.
Das kurze, weiche, silbrig schimmernde Fell in der Farbe Blau, wie Profis das Grau nennen, steht im Idealfall immer leicht ab, liegt nicht an und harmoniert perfekt mit den smaragdgrünen Augen. Die graziöse Haltung, der mittelschwere Körper, die schlanken Beine und die großen Augen sind markante Merkmale der Russisch Blau. Ein klarer Blick, ein kantiger, klar strukturierter Kopf, innen beinahe nackte Ohren und das so rassetypische Lächeln tragen zum freundlichen Gesamteindruck bei.
Drei wesentliche Zuchtzweige (Typen) sind heute in Europa bekannt. Diese unterscheiden sich sehr voneinander, was auch historisch sehr einfach nachvollziehbar ist:
1. Der englische Typus ist kräftiger, mittelblau in der Fellfarbe und hat eine enge, vertikale Ohrenstellung und vom Temperament das Mittelmaß von den drei Zuchtzweigen.
2. Der sibirisch-skandinavische Typus ist etwas kleiner, eleganter, sehr viel dunkler im Fell (fast anthrazit) und mit weiter gesetzten Ohren (V-Form). Dieser Typ gilt als sehr scheu Fremden gegenüber und ist deshalb nicht oft zu sehen.
3. Der amerikanische Typus ist mittelgroß und sehr viel heller im Fell (fast silberfarben) und hat sehr weit gesetzte Ohren (Gleichseitiges-Dreieck-Form). Dieser Typ gilt als recht kontaktfreudig und ist auch Fremden gegenüber  zugetan.

Es existieren, insbesondere in Europa, Vermischungen dieser Zuchtzweige, was – um die genetische Vielfalt zu erhalten – durchaus erwünscht ist. Aus diesen Vermischungen ist die mitteleuropäische Russisch Blau entstanden. Es gibt für diesen Typus noch keinen anerkannten (angepassten) Standard.
Bei den Jungtieren ist die Augenfarbe meist noch nicht ausgeprägt – kleine Russisch Blau kommen wie alle Katzenkinder mit blauen Augen auf die Welt. Die Augenfarbe wechselt im Idealfall von Blau auf Grün, meist jedoch ist die Farbe von Blau auf Gelb-Ocker nach Grün wechselnd. Zweijährig sollte die Russisch Blau aber auf jeden Fall ihre smaragdgrünen Augen zeigen. Russisch-Blau-Kinder kommen oft mit einer Zeichnung (Tiger oder getupft, Blau in Blau) auf die Welt. Mit spätestens einem Jahr sollte eine Russisch-Blau-Katze ein zeichnungsloses einfarbiges Haarkleid aufweisen, einzig Ringe am Schwanz sind erlaubt.

## Rassestandard
Die Russisch Blau ist von allen Vereinen und deren Dachorganisationen weltweit anerkannt.
Die Standards unterscheiden sich z. T. sehr stark. Nachstehend ist der Europäische (FiFe) Standard erläutert:
| Merkmal         | Ausprägung |
| --------------- | --- |
| Körper          | mittelgroß, lang, muskulös |
| Kopf allgemein  | Kurzer Keil, langer flacher Schädel. Im Profil bilden Stirn und Nase einen konvexen Winkel in Höhe der Augenbrauen. Stirn gerade, Nase gerade, stark betonte Schnurrhaarkissen, kräftiges Kinn |
| Ohren           | Groß und ziemlich zugespitzt, weit im Ansatz. Die Haut der Ohren ist dünn und durchsichtig, die Innenseite kaum behaart. Platzierung Vertikal zum Kopf gesetzt                                 |
| Augen           | groß, weit auseinandergesetzt, mandelförmig, Augenfarbe: lebhaft grün |
| Beine           | fein und hoch (Hinterbeine länger als Vorderbeine) |
| Pfoten          | klein, oval, lavendelfarben |
| Schwanz         | lang, spitz zulaufend |
| Farbe           | Blaugrau, gleichmäßig und rein, mit deutlichem Silberschimmer. Mittleres Blaugrau mit Silberschimmer wird bevorzugt.                                                                           |
| Fell            | doppelt, kurz, sehr fein, weich und seidig, vom Körper abstehend |
| Typische Fehler | Tabbyzeichnung, weiße Flecken, falsche Augenfarbe, Nasenstop, falscher Standard |

## Charakter
Sie gilt als ruheliebende mittelaktive Katze. Sie ist sehr ruhig, verliert fast keine Haare und ist sehr gut geeignet für die Wohnungshaltung. Sie spielt bis ins hohe Alter gerne und sollte nicht alleine gehalten werden. Sie braucht einen klar strukturierten Tagesablauf, um sich wohl zu fühlen. Sie sind familienbezogen und hängen an ihren Besitzern. Viele Russisch Blau schlafen bevorzugt unter Decken oder gleich im Bett bei ihrem Menschen. Prinzipiell suchen Russisch Blau immer die Nähe ihres Menschen, wobei sie mitunter Fremden gegenüber sehr zurückhaltend bis scheu sein können.
Die Russisch Blau ist sehr intelligent und viele können problemlos Türen und sogar Kleiderschränke öffnen. Sie sind sehr sprunggewaltig, wenn sie denn wollen, und man kann im Spiel oft Sprünge aus dem Stand am Boden auf den Türzargen beobachten. Trotz des gewaltigen Sprungpotenzials sind sie sehr rücksichtsvoll und stoßen selten etwas herunter.
Junge Russisch Blau sind alles andere als ruhig und zurückhaltend. Sie sind ausgeprägt lebhaft, abenteuerlustig, mutig und frech. Mit ca. einem Jahr verändern sich die Tiere deutlich und werden zu der unverwechselbaren Russisch Blau.
Sie sind nur bedingt geeignet für Anfänger.

## Ähnliche Rassen
Oft verwechselt wird die Russisch Blau mit der Chartreux (diese ist jedoch stärker gebaut, wirkt molliger und hat orangefarbene Augen) und – hier ist die Verwechslungsgefahr am meisten gegeben – mit Katzen der Rasse Korat. Im Gegensatz zu ebendieser liegt das Fell der Korat jedoch dicht am Körper an, die Augen erstrahlen nicht in so intensivem Smaragdgrün und der Kopf der Korat ist mehr herzförmig.